# Hampala ampalong
Hampala ampalong är en fiskart som först beskrevs av Pieter Bleeker 1852.  Hampala ampalong ingår i släktet Hampala och familjen karpfiskar. Inga underarter finns listade i Catalogue of Life.